# Bitwa pod Azincourt

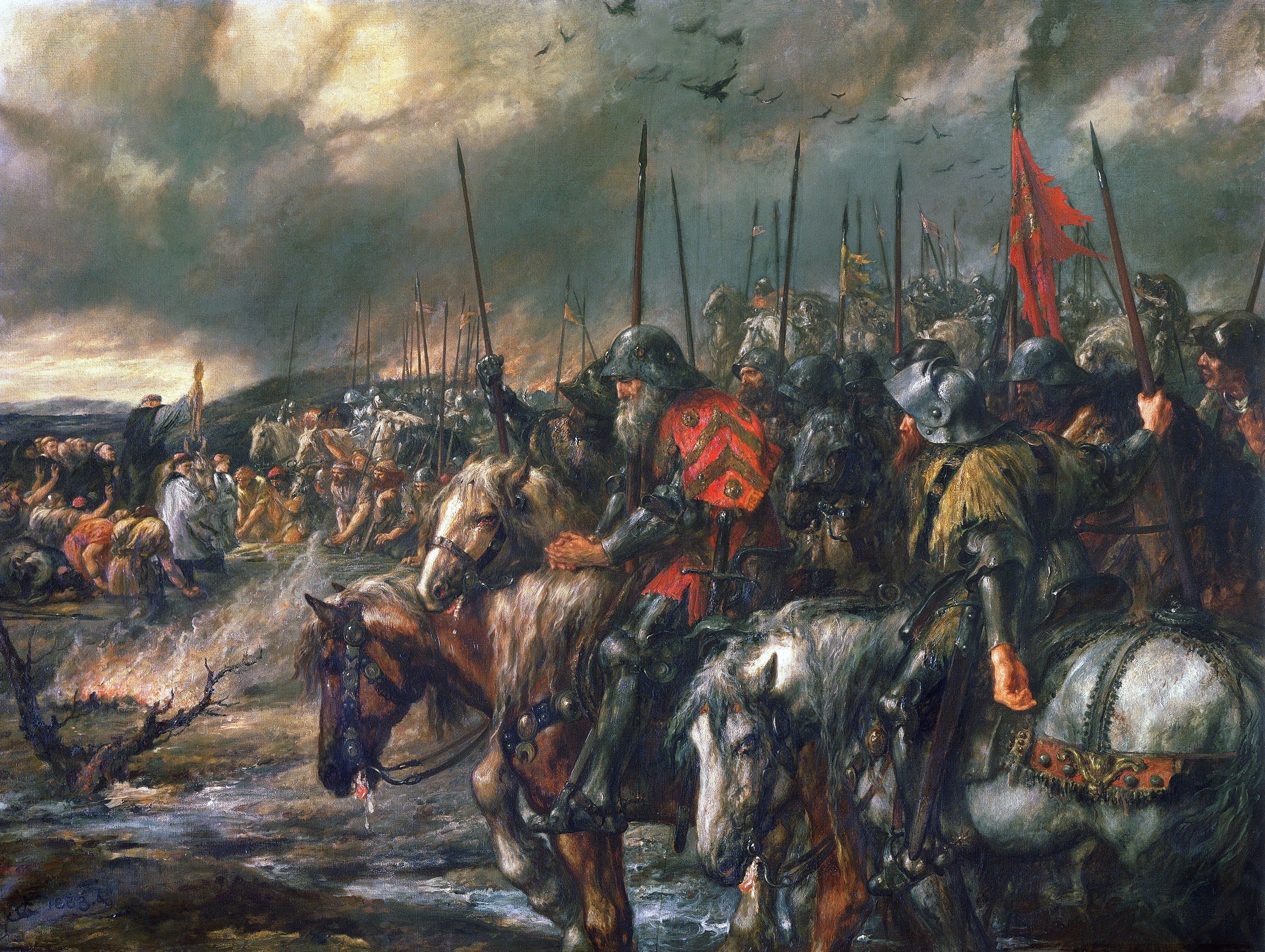
Poranek przed bitwą pod Azincourt

Plan bitwy:
Anglicy (u dołu): łucznicy przed piechotą,
Francuzi: kawaleria początkowo na tyłach, kusznicy między dwiema liniami piechoty

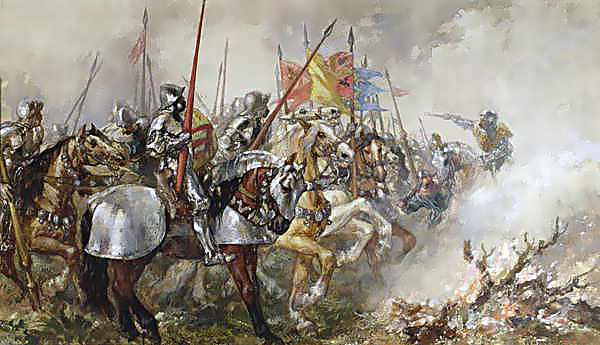
Henryk V w bitwie pod Azincourt

Bitwa pod Azincourt – starcie zbrojne, które miało miejsce 25 października 1415 roku. Była to jedna z ważniejszych bitew wojny stuletniej.
Doszło do niej w pobliżu miasta i zamku Azincourt (północna Francja), gdzie maszerującym z Normandii w kierunku portu Calais wojskom angielskim króla Henryka V zastąpiła drogę znacznie silniejsza armia Karola VI. Pod nieobecność chorego psychicznie francuskiego monarchy jego wojskami dowodził wielki koniuszy (konetabl) Karol d’Albret. Kluczową rolę w bitwie – wokół której toczy się akcja sztuki Henryk V Williama Shakespeare’a – odegrali angielscy łucznicy, stanowiący trzon zwycięskiej armii.

## Początek kampanii
Rozpoczynając kolejny etap wojny w sierpniu 1415 roku 1,5 tys. statków opuściło angielskie porty w Southampton i Portsmouth, obierając kurs na francuskie wybrzeże. Na pokładzie znajdowało się ponad 10 tysięcy ludzi, z czego jak się szacuje około 6–8 tys. łuczników. Poza łucznikami i ciężkozbrojnymi kroniki odnotowały w otoczeniu króla między innymi 120 saperów, 25 ogniomistrzów, 50 bombardierów, 124 cieśli, 13 płatnerzy, a także 15 minstreli, kilku medyków i kapelanów. Anglicy 13 sierpnia wysadzili desant u ujścia Sekwany i rozpoczęli oblężenie pobliskiego Harfleur. Nieoczekiwanie długi opór obrońców twierdzy (wziętej dopiero 22 września) znacznie nadwątlił siły i morale najeźdźców. Wielu żołnierzy chorowało na dyzenterię, pojawiły się problemy z zaopatrzeniem. Zostawiając w Harfleur dwutysięczny kontyngent Henryk V postanowił przeprawić się na północ, do znajdującego się w angielskim władaniu portu Calais.
W tym samym czasie Francuzi gromadzili swe wojska. Nękali przeciwnika już w czasie oblężenia i wymarszu spod Harfleur. Zdawano sobie jednak sprawę, iż nie da się go zatrzymać bez walnej bitwy. Mając w pamięci klęski pod Crécy oraz Poitiers, rada królewska dopiero 20 października zdecydowała o starciu, nakazując wojskom królewskim wyprzedzenie Anglików i przecięcie im drogi do Calais.

## Przed bitwą
Pozbawiona naczelnego wodza armia Karola VI wykonała rozkaz i zatrzymała wroga. Dowodzący w zastępstwie króla Karol d’Albret oraz marszałek Jean II Le Maingre (zwany Boucicaut) chcieli rozstrzygnąć bitwę atakiem rycerstwa. Niektórzy z zebranych pod Azincourt możnych nie chcieli nawet czekać na wiodących posiłki książąt Bretanii, Brabancji czy Andegawenii, choć każdemu z nich towarzyszyło nie mniej niż tysiąc ludzi. Rycerze nie chcieli walczyć u boku złożonych z ludzi niskiego stanu milicji komunalnych, „przeszkadzające” zaś oddziały łuczników i kuszników genueńskich zamierzano odesłać na tyły. Synowie i wnukowie ofiar spod Crécy i Poitiers po raz kolejny liczyli na oczywistą w ich mniemaniu wyższość dobrze urodzonego rycerstwa nad angielskimi plebejuszami, choćby uzbrojonymi w śmiercionośne łuki.
Ofensywny zapał nie oznaczał jednak, iż Francuzi całkowicie zlekceważyli przeciwnika. Doskonale zdawali sobie sprawę, iż długie walijskie cisowe łuki stanowią poważne zagrożenie. W Anglii posługiwali się nimi oficjalnie od 1252 roku zamożniejsi chłopi (najczęściej wolni farmerzy, tzw. yeomani), rzemieślnicy i mieszczanie, którym królewskie prawa nakazywały ćwiczyć po niedzielnej mszy. To spośród nich na czas wojny powoływano oddziały, stanowiące zawsze co najmniej połowę monarszych sił. Sprawność yeomanów we władaniu tą bronią odczuli wcześniej nie tylko Francuzi, liczyli się z nią także angielscy szlachcice, którzy starali się nie prowokować plebejuszy do otwartych buntów. W 1359 w londyńskiej Tower składowano już 20 tys. długich łuków, 850 tys. strzał i 50 tys. cięciw.
Bitwa miała się rozegrać na niewielkiej przestrzeni otoczonej od wschodu lasem Tramecourt, od zachodu zaś lasem Azincourt, który wziął nazwę od niedużej wioski i górującego nad nią zamku. Tysiące ludzi ginąć miało na oddzielającym drzewa 800-metrowym polu, długim na około trzy kilometry. W nocy przed bitwą, gdy obie armie obozowały naprzeciwko siebie, rozpętała się burza, zamieniając równinę w grzęzawisko.

## Bitwa
Rankiem w dniu św. Kryspina (25 października) po jednej stronie równiny, za prowizoryczną palisadą z okutych żelazem pali i ze skrzydłami wysuniętymi ku przodowi, stanęły wojska angielskie. Kilometr dalej, po drugiej stronie, niezdyscyplinowana armia francuskich feudałów. Wzajemna obserwacja trwała cztery godziny. Francuzi na oczach głodnego wroga w spokoju skonsumowali śniadanie. Armia Henryka stała w milczeniu, oczekując na atak.
Jako że każdy z francuskich rycerzy walczył o sławę, na nic zdały się kierowane pod adresem feudałów prośby Wielkiego Koniuszego o wstrzymanie ataku, dopóki ziemia nie przeschnie. Towarzyszących Francuzom genueńskich kuszników (w liczbie około 3000) przesunięto na tyły, pamiętając o ich rzezi w pierwszej fazie bitwy pod Crécy. Rycerze byli przekonani, że przy przewadze liczebnej niewielka armia angielska zostanie zgnieciona ciężarem koni i jeźdźców. Ukształtowanie terenu sprzyjało jednak obronie, uniemożliwiając manewry na skrzydłach. Ściśnięte wojska francuskie stanąć musiały w rozciągniętych między lasami dwóch głębokich liniach pieszych oraz trzeciej, którą stanowiła jazda. Fakt, że linie te (zwane batalionami) nie mogły być użyte równocześnie, niwelował przewagę liczebną na korzyść Anglików.
Około godziny 11 Henryk przemówił do swoich ludzi, przypominając, że o ile lordowie, baronowie czy on sam mogą liczyć na przeżycie bitwy i wykupienie się z niewoli, o tyle ludzie z gminu nie mają innego wyjścia aniżeli zwyciężyć. Łucznicy angielscy i walijscy wysunęli się do przodu, zatrzymali około 300 m przed francuską pierwszą linią (maksymalny zasięg długich łuków), wbili piki w ziemię i wypuścili strzały (każdy łucznik miał ich przy sobie co najmniej 70). Francuzi odpowiedzieli bezładnym atakiem; wielu rycerzy pospadało z trafionych strzałami koni, zanim dotarli do angielskich linii, kolejni nacierający mieli do pokonania nie tylko grząski grunt, ale także wijących się w błocie towarzyszy. W dodatku masa szarżującej konnicy nie mogła pomieścić się na wąskim pasie pola bitwy, ograniczonego z obu stron gęstym lasem.
Mimo dużych strat Francuzi ciągle mieli bardzo dużą przewagę liczebną, a skoro tak ważną rzeczą było wzięcie do niewoli jak największej liczby jeńców z dobrych rodów angielskich, francuscy piesi zbrojni i rycerze ruszyli wprost na walny huf angielski, dotarli do jego centrum i odrzucili go. Ciągle stanowili jednak wyśmienity cel dla strzelających ze skrzydeł łuczników. Angielskie łuki miały ograniczoną skuteczność przebijania doskonałych zbroi płytowych (jednych z najlepszych w Europie), ale było wielu rycerzy słabiej opancerzonych. Jeszcze łatwiejszym celem były konie i padały one jeden po drugim. Gdy oddziały francuskie ruszyły przez błoto, niektóre z postrzelonych koni (z uwagi na panujący na równinie tłok) przewracały się, w efekcie domina pociągając za sobą inne. Na widok łamiących się szeregów wroga wielu Anglików chwyciło za miecze, halabardy i topory, bezlitośnie wyrzynając niemogącą wydostać się z błota francuską szlachtę. Nadejście drugiej linii francuskiej (około 3000 ludzi) oraz szarża spóźnionego księcia Brabancji niewiele zmieniły, nadmierne zagęszczenie pola i utrudniony przez błoto marsz ograniczyły bowiem ruchy ciężkozbrojnych. Nie mogli skutecznie dosięgnąć lżej uzbrojonych (a zatem zwrotniejszych) Anglików, ani przekroczyć dzielących ich od wroga zwałów ciał. Ginęli więc lub wycofywali się ku obserwującym rzeź towarzyszom trzeciej linii.

### Rzeź jeńców
W trakcie najzacieklejszego etapu walk król Henryk V zadecydował o rzuceniu do boju także obozowej czeladzi. Pozbawiony ochrony tabor padł łupem miejscowych wieśniaków (w ich ręce wpadły klejnoty koronne i królewski skarbiec). Napad na obóz oraz napięcie wywołane oczekiwaniem na kolejne francuskie uderzenie pchnęły władcę do podjęcia trudnej decyzji. Bojąc się buntu około tysiąca wziętych już jeńców (w tym wielu wysokiego rodu), w chwili czołowego zagrożenia przez francuskie rycerstwo wydał rozkaz ich zabicia. Spowodowało to konsternację, wywołaną nie tyle odrazą do mordowania bezbronnych, ile przede wszystkim oczekiwaniami podwładnych Henryka na wysoki okup. Taka praktyka była nie tylko zwyczajem epoki, ale i istotną motywacją do walki. Król nie zamierzał jednak zmieniać zdania, a wyznaczonych do przeprowadzenia egzekucji dwustu walijskich łuczników nie miało żadnego interesu finansowego w ocaleniu jeńców. Rzeź przerażonych Francuzów wstrzymano, dopiero gdy stało się jasne, że do kolejnych szarż przeciwnika nie dojdzie. O ile dziś ocena decyzji króla może wzbudzać wątpliwości, to współcześni mu kronikarze podchodzili do sprawy ze zrozumieniem. Rozkaz uznano za w danych okolicznościach racjonalny, a szybkie powstrzymanie rzezi po ustąpieniu zagrożenia dowodziło tylko jego pragmatycznego podłoża.

## Po bitwie
Starcie zakończyło się pełnym zwycięstwem Anglików. Wyczerpana bojem, pozbawiona koni i obciążona około 1,5 tys. jeńców (do niewoli trafił m.in. marszałek Boucicaut) zwycięska armia nie miała zamiaru ścigać pierzchających Francuzów. Zgodnie ze zwyczajem król pozostał dzień na polu bitwy, po czym, nie niepokojony, wyruszył do Calais. Dotarł tam 29 października i, po trwającej blisko miesiąc regeneracji sił, pożeglował do Anglii.
Pod Azincourt w ciągu blisko czterech godzin francuska administracja cywilna i wojskowa straciła najwyższe kadry. W bitwie i podczas rzezi jeńców śmierć poniósł głównodowodzący – konetabl Karol d’Albret – a ponadto trzech książąt (w tym książę Brabancji, którego nie rozpoznano na czas, gdyż z pośpiechu założył cudzą zbroję), 5 hrabiów, 90 baronów oraz 1560 rycerzy, co oznaczało dla Francji stratę niemal połowy jej stanu szlacheckiego. W jeden dzień zniknęli wszyscy królewscy zarządcy (baliwowie) północnej Francji i wielu wysokich dygnitarzy królestwa. Wiele rodzin nie podniosło się po stracie mężów i synów lub po opłaceniu za nich rujnującego okupu.
Po bitwie zaginął też Oriflamme, bojowy proporzec królów Francji.